# Charlie Allen
Pour les articles homonymes, voir Allen.
Charlie Allen, né le 22 novembre 2003 à Belfast, est un footballeur nord-irlandais qui évolue au poste de milieu de terrain pour le club du Leeds United.

## Biographie
Après avoir été formé dans l'académie du club de Belfast du Linfield FC, l'équipe la plus titrée d'Irlande du Nord, Allen fait ses débuts seniors pour le club le 27 avril 2019 lors d'un match nul 1 à 1 contre Coleraine.
Après avoir ainsi fait ses débuts à l'age de 15 ans, 5 mois et 5 jours, il devient le plus jeune joueur du club et délivre même pour l'occasion une passe décisive à son coéquipier Daniel Reynolds, qui marque le seul but de Linfield dans ce match du Top 6 de fin de saison, amenant aux titre et à la qualification pour les phases préliminaires de la Ligue des champions du club de Belfast.
Avec ses débuts précoces, Allen attire rapidement l'intérêt de grands clubs britanniques. Si Manchester United et Liverpool sont dans un premier temps cités, c'est surtout Chelsea, Leeds et Tottenham qui manifestent le plus clairement leur intérêt pour le jeune joueur, Allen ayant même déjà fait un essai chez ce dernier en 2019,.
Lors de la saison 2019-2020 il continue à gagner du temps de jeu en championnat nord-irlandais et s'illustre également en Steel & Sons Cup (en), marquant notamment le but qui scelle la victoire de son équipe en finale de la compétition.
Le 11 août 2020, il signe finalement officiellement pour le Leeds United FC, qui a entre-temps confirmé son retour en Premier League, alors qu'il évoluait à Linfield sous la direction de David Healy, l'ancien buteur de Leeds.

## Style de jeu
Milieu de terrain polyvalent, il possède une forte appétence pour le jeu offensif, capable de jouer en numéro 10, en milieu relayeur box-to-box ou en 6, dans un poste de meneur de jeu reculé.
Il est notamment comparé au joueur écossais de Chelsea, Billy Gilmour.

## Palmarès
Linfield FC
- Championnat d'Irlande du Nord
  - Champion en 2019
- Coupe des champions d'Irlande
  - Finaliste en 2019